# Daniel Janz
Daniel Janz (* 20. Jahrhundert in Three Hills, Alberta; auch: Danny Janz) ist ein Sänger und Songwriter christlicher Popmusik.

## Leben
Daniel Janz wurde als Sohn der kanadischen Evangelisten und Mitbegründer des Missionswerkes Janz Team Hildor und Olga Janz geboren. Er wuchs in der Schweiz und in Deutschland auf und besuchte die werkseigene Internatsschule Black Forest Academy. Mit seinem Cousin Paul Janz formierte er zunächst das Duo Danny & Paul. Als Wayne Quiring der Gruppe beitrat, erschien 1974 das Album Salvation Song unter der Künstlerbezeichnung Danny, Paul, Wayne. Nachdem bereits zuvor mehrere Singles in Kollaboration mit den Janz Team Singers erschienen waren, verschmolzen beide Gruppen in den folgenden Jahren und formierten sich schließlich zu Deliverance, einer progressiven christlichen Rockband mit Erfolg im internationalen säkularen Musikgeschäft, bis die Gruppe nach einem Gerichtsverfahren ihren Namen ablegen musste. Schlicht zu Janz umgetauft, nahm die Band 1981 mit ihrem Titel Steine am deutschen Vorentscheid zum Eurovision Song Contest teil, löste sich jedoch bald darauf auf. In den folgenden Jahren veröffentlichte Daniel Janz einige Soloprojekte und wirkte bei zahlreichen Produktionen für Janz Team Music mit.
Daniel Janz ist Vater von Michael Janz sowie einer Tochter namens Natalie.

## Diskografie

### Solo
- Eine Träne vielleicht. (Single; B-Seite: Morgen wirst du wieder lachen; Activ Music, 1993)
- My Tribute.
- Tender Love. (Janz Team Music, 2000)

### Kollaborationen
- Because Of Christmas Day. (mit: Hildor Janz und Gloria Veer)

### Mitwirkung bei Konzepten
- Nahe am Vaterherz, Vol. 1: Wir bestaunen dich. (Music House)
- Promise Keepers – Seite an Seite. (Music House)
- Frieden mit Gott. Die schönsten Wunschlieder. (Janz Team Music, 1997)
- Bei dir ist Leben. (Janz Team Music, 1999)
- Segen. (Janz Team Music, 2009)

### Compilations
- Voices – Ich steh zu dir. (Janz Team Music, 2003)

## Als Bandmitglied

### Danny & Paul
- Go Down Moses / Die Gesetze des Herrn. (Single; Janz Team, 1969)
- Sing das Lied. (Janz Team, 1973)

### Danny, Paul, Wayne
- Salvation Song. (Janz Team, 1974)

### Deliverance
- To God Be The Glory. (Image VII)
- Give It A Try. (Blue Rose)
- Lasting Impressions. (WEA Records)
- Tightrope. (Global Records)